# PEANUTS スヌーピーショートアニメ
「PEANUTS スヌーピーショートアニメ」（原題：Peanuts by Schulz）は、2014年から2016年に掛けて制作された『ピーナッツ』のアニメーション作品。
日本では2015年10月4日から12月27日までテレビ東京で、2015年からカートゥーン ネットワークで、2017年10月7日から2020年3月28日までNHK Eテレで放送された。

## 放送時間
本放送(テレビ東京)
日曜日07：24 - 07：30
本放送(Eテレ)
土曜日09：27 - 09：30
再放送
土曜日05：32 - 05：35

## キャラクター
- スヌーピー　(日本語吹替:原語版流用)
- ウッドストック　(日本語吹替:原語版流用)
- チャーリー・ブラウン　(日本語吹替: 矢島晶子)
- サリー(日本語吹替:田中ちえ美)
- ルーシー　(日本語吹替:大関英里)
- ライナス(日本語吹替:藤田茜)
- リラン(日本語吹替:壹岐紹未)
- シュローダー(日本語吹替:沖佳苗)
- マーシー(日本語吹替:設楽麻美)
- ペパーミント・パティ(日本語吹替:保澄しのぶ)
- フランクリン(日本語吹替:矢尾幸子)
- ピッグペン(日本語吹替:大関英里)
- フリーダ(日本語吹替:矢尾幸子)
- ユードラ(日本語吹替:壹岐紹未)